# Coixinet endocardíac

Cor primitiu durant la formació de les seves cavitats.

Els coixinets endocardíacs són estructures del cor humà en desenvolupament. Sorgeixen de les parets dorsal i ventral del canal auriculoventricular i es fusionen de manera que queda dividit en aurícules i ventricles. Participen en la septació del cor i en la formació de les vàlvules auriculoventriculares. És la part que va en el mitjà, entre les aurícules i ventricles. El septum primum, és una membrana que sorgeix del sostre de l'aurícula primitiva, va creixent en direcció als coixinets endocárdicas i forma amb elles una obertura, el ostium primum, fins que ocorre la fusió completa i la formació del septe auriculoventricular primitiu. Els coixinets serveixen de suport pel septum primum quan aquest es torna la vàlvula del foramen oval, que divideix a les aurícules.
Els coixinets també formen la part membranosa del septe interventricular.
Una falla en la fusió dels coixinets amb el septum primum causa una anomalia greu que el ostium primum que hauria de ser totalment tancat, roman obert i permet el pas de sang entre les aurícules.